# Divandu
Divandu is een monotypisch geslacht van straalvinnige vissen uit de familie van de cichliden (Cichlidae).

## Soort
- Divandu albimarginatus Lamboj & Snoeks, 2000